# Список губернаторов Монтаны
Губернатор штата Монтана (англ. Governor of Montana) является главой исполнительной власти и главнокомандующим национальной гвардией штата. Губернатор обеспечивает соблюдение законов штата, имеет право утверждать, либо налагать вето на законопроекты, принятые законодательным собранием штата, созывать легислатуру в любое время и миловать преступников.
Согласно Конституции штата, принятой в 1972 году, губернатор избирается на четыре года и вступает в должность в первый понедельник января следующего после выборов года. Губернатором может быть избран любой гражданин США не младше 25 лет, который последние два года до выборов проживал на территории штата. Вместе с губернатором на тот же срок избирается и вице-губернатор.
В случае, если место губернатора становится вакантным из-за импичмента или смерти губернатора, его на оставшийся срок занимает вице-губернатор штата. Если губернатор не в состоянии выполнять свои обязанности по какой-либо другой причине, вице-губернатор может стать и. о. губернатора по решению законодательного собрания штата.
В штате Монтана было 24 губернатора (10 из которых были уроженцами штата), из них 9 были республиканцами и 15 — демократами. Дольше всех, 14 лет, губернатором был Джон Эдвард Эриксон, который был избран три раза и служил с 1925 по 1933 год, после чего вышел в отставку, чтобы стать сенатором США. Самый короткий срок был у губернатора Элмера Холта, который служил менее 13 месяцев, заняв пост после смерти предыдущего губернатора. До 4 января 2021 года губернатором являлся демократ Стив Буллок, который вступил в должность 7 января 2013 года.
|  |  |

## Губернаторы
| Партия | Партия          | Число губернаторов |
|        | Демократическая | 15                 |
|        | Республиканская | 9                  |

### ГубернаторыТерритории Монтана
| # | Изображение | Губернатор | Губернатор                                                     | Начало полномочий | Окончание полномочий | Кем назначен       | Ссылки                      |
| - | ----------- | ---------- | -------------------------------------------------------------- | ----------------- | -------------------- | ------------------ | --------------------------- |
| 1 |             |            | Сидней Эджертон Sidney Edgerton (1818—1900)                    | 22 июня 1864      | 1865                 | Авраам Линкольн    | [ К 1 ] [ 11 ] [ 12 ]       |
| — |             |            | Томас Фрэнсис Мигер Thomas Francis Meagher (и. о.) (1823—1867) | сентябрь 1865     | 3 октября 1866       | —                  | [ 13 ] [ 14 ] [ 15 ] [ 16 ] |
| 2 |             |            | Грин Клэй Смит Green Clay Smith (1826—1895)                    | 13 июля 1866      | январь 1867          | Эндрю Джонсон      | [ К 2 ] [ 17 ]              |
| — |             |            | Томас Фрэнсис Мигер Thomas Francis Meagher (и. о.) (1823—1867) | декабрь 1866      | 1 июля 1867          | —                  |                             |
| 2 |             |            | Грин Клэй Смит Green Clay Smith (1826—1895)                    | 2 июля 1867       | 9 апреля 1869        | Эндрю Джонсон      | [ К 3 ]                     |
| — |             |            | Джеймс Тафтс James Tufts (и. о.) (1829—1884)                   | март 1869         | 9 апреля 1869        | —                  | [ К 4 ] [ 18 ]              |
| 3 |             |            | Джеймс Митчелл Эшли James Mitchell Ashley (1824—1896)          | 9 апреля 1869     | 12 июля 1870         | Улисс Грант        | [ 19 ]                      |
| — |             |            | Уайли Скрибнер Wiley Scribner (и. о.) (1840—1889)              | декабрь 1869      | август 1870          | —                  | [ 20 ]                      |
| 4 |             |            | Бенджамин Франклин Поттс Benjamin F. Potts (1836—1887)         | 13 июля 1870      | 14 января 1883       | Улисс Грант        | [ 21 ]                      |
| 5 |             |            | Джон Скайлер Кросби John Schuyler Crosby (1839—1914)           | 15 января 1883    | 15 декабря 1884      | —                  | [ 22 ]                      |
| 6 |             |            | Бенджамин Плэтт Карпентер Benjamin Platt Carpenter (1837—1921) | 16 декабря 1884   | 13 июля 1885         | Честер Артур       | [ 23 ]                      |
| 7 |             |            | Сэмюэл Томас Хаузер Samuel Thomas Hauser (1833—1914)           | 14 июля 1885      | 7 февраля 1887       | Стивен Кливленд    | [ 24 ] [ 25 ]               |
| 8 |             |            | Престон Хопкинс Лесли Preston Hopkins Leslie (1819—1907)       | 8 февраля 1887    | 8 апреля 1889        | Стивен Кливленд    | [ 26 ]                      |
| 9 |             |            | Бенджамин Франклин Уайт Benjamin Franklin White (1838—1920)    | 9 апреля 1889     | 8 ноября 1889        | Бенджамин Гаррисон | [ 25 ] [ 27 ]               |

### Губернаторы штата Монтана
| #  | Изображение                            | Губернатор | Губернатор                                                  | Начало полномочий | Окончание полномочий | Вице-губернатор | Вице-губернатор                                   | Ссылки               |
| -- | -------------------------------------- | ---------- | ----------------------------------------------------------- | ----------------- | -------------------- | --------------- | ------------------------------------------------- | -------------------- |
| 1  |                                        |            | Джозеф Тул Joseph Toole (1851—1929)                         | 8 ноября 1889     | 1 января 1893        |                 | Джон Эзра Рикардс John E. Rickards                | [ 28 ] [ 29 ]        |
| 2  |                                        |            | Джон Эзра Рикардс John E. Rickards (1848—1927)              | 2 января 1893     | 3 января 1897        |                 | Александр Кэмпбелл Боткин Alexander C. Botkin     | [ 30 ]               |
| 3  |                                        |            | Роберт Бёрнс Смит Robert Burns Smith (1854—1908)            | 4 января 1897     | 7 января 1901        |                 | Арчибальд Сприггс Archibald E. Spriggs            | [ 31 ]               |
| 4  |                                        |            | Джозеф Тул Joseph Toole (1851—1929)                         | 7 января 1901     | 1 апреля 1908        |                 | Фрэнк Хиггинс Frank G. Higgins                    | [ К 5 ] [ 29 ]       |
| 4  | Эдвин Ли Норрис Edwin L. Norris        |            | Джозеф Тул Joseph Toole (1851—1929)                         | 7 января 1901     | 1 апреля 1908        |                 |                                                   | [ К 5 ] [ 29 ]       |
| 5  |                                        |            | Эдвин Ли Норрис Edwin Lee Norris (1865—1924)                | 1 апреля 1908     | 5 января 1913        |                 | Бенджамин Франклин Уайт Benjamin Franklin White   | [ К 6 ] [ 32 ]       |
| 5  | Уильям Аллен William R. Allen          |            | Эдвин Ли Норрис Edwin Lee Norris (1865—1924)                | 1 апреля 1908     | 5 января 1913        |                 |                                                   | [ К 6 ] [ 32 ]       |
| 6  |                                        |            | Сэмюэл Вернон Стюарт Samuel Vernon Stewart (1872—1939)      | 6 января 1913     | 2 января 1921        |                 | Уильям Уоллес Макдауэлл William Wallace McDowell  | [ 33 ]               |
| 7  |                                        |            | Джозеф Мур Диксон Joseph Moore Dixon (1867—1934)            | 3 января 1921     | 4 января 1925        |                 | Нельсон Стори-младший Nelson Story, Jr.           | [ 34 ]               |
| 8  |                                        |            | Джон Эдвард Эриксон John Edward Erickson (1863—1946)        | 4 января 1925     | 13 марта 1933        |                 | Уильям Маккормак William S. McCormack             | [ К 7 ] [ 35 ]       |
| 8  | Фрэнк Хэйзелбейкер Frank A. Hazelbaker |            | Джон Эдвард Эриксон John Edward Erickson (1863—1946)        | 4 января 1925     | 13 марта 1933        |                 |                                                   | [ К 7 ] [ 35 ]       |
| 8  | Фрэнк Генри Куни Frank Henry Cooney    |            | Джон Эдвард Эриксон John Edward Erickson (1863—1946)        | 4 января 1925     | 13 марта 1933        |                 |                                                   | [ К 7 ] [ 35 ]       |
| 9  |                                        |            | Фрэнк Генри Куни Frank Henry Cooney (1872—1935)             | 13 марта 1933     | 15 декабря 1935      |                 | Том Кейн Tom Kane                                 | [ К 8 ] [ 36 ]       |
| 9  | Эрнест Итон Ernest T. Eaton            |            | Фрэнк Генри Куни Frank Henry Cooney (1872—1935)             | 13 марта 1933     | 15 декабря 1935      |                 |                                                   | [ К 8 ] [ 36 ]       |
| 9  | Уильям Элмер Холт William Elmer Holt   |            | Фрэнк Генри Куни Frank Henry Cooney (1872—1935)             | 13 марта 1933     | 15 декабря 1935      |                 |                                                   | [ К 8 ] [ 36 ]       |
| 10 |                                        |            | Уильям Элмер Холт William Elmer Holt (1884—1945)            | 15 декабря 1935   | 4 января 1937        |                 | Уильям Пилгерам William P. Pilgeram               | [ К 9 ] [ 37 ]       |
| 11 |                                        |            | Рой Элмер Эйерс Roy Elmer Ayers (1882—1955)                 | 4 января 1937     | 6 января 1941        |                 | Хью Адэр Hugh R. Adair                            | [ 38 ]               |
| 12 |                                        |            | Сэмюэл Кларенс Форд Samuel Clarence Ford (1882—1961)        | 6 января 1941     | 3 января 1949        |                 | Эрнест Итон Ernest T. Eaton                       | [ 39 ]               |
| 13 |                                        |            | Джон Вудро Боннер John Woodrow Bonner (1902—1970)           | 3 января 1949     | 5 января 1953        |                 | Пол Кэннон Paul Cannon                            | [ 40 ]               |
| 14 |                                        |            | Джон Хьюго Эронсон John Hugo Aronson (1891—1978)            | 5 января 1953     | 2 января 1961        |                 | Джордж Госман George M. Gosman                    | [ 41 ]               |
| 14 | Пол Кэннон Paul Cannon                 |            | Джон Хьюго Эронсон John Hugo Aronson (1891—1978)            | 5 января 1953     | 2 января 1961        |                 |                                                   | [ 41 ]               |
| 15 |                                        |            | Дональд Грант Наттер Donald Grant Nutter (1915—1962)        | 2 января 1961     | 25 января 1962       |                 | Тим Милфорд Бэбкок Tim Milford Babcock            | [ К 10 ] [ 42 ]      |
| 16 |                                        |            | Тим Милфорд Бэбкок Tim Milford Babcock (1919—2015)          | 25 января 1962    | 6 января 1969        |                 | Дэвид Джеймс David F. James                       | [ К 11 ] [ 43 ]      |
| 16 | Тед Джеймс Ted James                   |            | Тим Милфорд Бэбкок Tim Milford Babcock (1919—2015)          | 25 января 1962    | 6 января 1969        |                 |                                                   | [ К 11 ] [ 43 ]      |
| 16 | Пол Кэннон Paul Cannon                 |            | Тим Милфорд Бэбкок Tim Milford Babcock (1919—2015)          | 25 января 1962    | 6 января 1969        |                 |                                                   | [ К 11 ] [ 43 ]      |
| 17 |                                        |            | Форрест Говард Андерсон Forrest Howard Anderson (1913—1989) | 6 января 1969     | 1 января 1973        |                 | Томас Ли Джадж Thomas Lee Judge                   | [ 44 ]               |
| 18 |                                        |            | Томас Ли Джадж Thomas Lee Judge (1913—1989)                 | 1 января 1973     | 5 января 1981        |                 | Билл Кристиансен Bill Christiansen                | [ 45 ]               |
| 18 | Тед Швинден Ted Schwinden              |            | Томас Ли Джадж Thomas Lee Judge (1913—1989)                 | 1 января 1973     | 5 января 1981        |                 |                                                   | [ 45 ]               |
| 19 |                                        |            | Тед Швинден Ted Schwinden (1925—2023)                       | 5 января 1981     | 2 января 1989        |                 | Джордж Тёрмен George Turman                       | [ 46 ]               |
| 20 |                                        |            | Стэн Стивенс Stan Stephens (1929—2021)                      | 2 января 1989     | 4 января 1993        |                 | Аллен Кольстад Allen Kolstad                      | [ 47 ]               |
| 20 | Денни Реберг Denny Rehberg             |            | Стэн Стивенс Stan Stephens (1929—2021)                      | 2 января 1989     | 4 января 1993        |                 |                                                   | [ 47 ]               |
| 21 |                                        |            | Марк Раско Marc Racicot (род. 1948)                         | 4 января 1993     | 1 января 2001        |                 | Денни Реберг Denny Rehberg Джуди Мартц Judy Martz | [ 48 ] [ 49 ] [ 50 ] |
| 22 |                                        |            | Джуди Мартц Judy Martz (1943—2017)                          | 1 января 2001     | 3 января 2005        |                 | Карл Ос Karl Ohs                                  | [ 51 ] [ 52 ]        |
| 23 |                                        |            | Брайан Швейцер Brian Schweitzer (род. 1955)                 | 3 января 2005     | 7 января 2013        |                 | Джон Болингер John Bohlinger                      | [ 53 ] [ 54 ]        |
| 24 |                                        |            | Стив Буллок Steve Bullock (род. 1966)                       | 7 января 2013     | 4 января 2021        |                 | Джон Уолш John Walsh                              | [ 10 ]               |
| 24 | Анжела Маклин Angela McLean            |            | Стив Буллок Steve Bullock (род. 1966)                       | 7 января 2013     | 4 января 2021        |                 |                                                   | [ 10 ]               |
| 25 |                                        |            | Грег Джанфорте Greg Gianforte (род. 1961)                   | 4 января 2021     | действующий          |                 | Кристен Джарес Джурас, Кристен                    |                      |

### Другие должности губернаторов
В таблице приведены другие должности, которые занимали губернаторы штата. * обозначены случаи, когда губернатор подал в отставку, чтобы занять другую должность.
| Губернатор          | Губернаторский термин | Другие должности                            |
| ------------------- | --------------------- | ------------------------------------------- |
| Джозеф Тул          | 1889—1893, 1901—1908  | делегат Территории Монтана                  |
| Джозеф Диксон       | 1921—1925             | член Палаты представителей США, сенатор США |
| Джон Эдвард Эриксон | 1925—1933             | сенатор США*                                |
| Рой Элмер Эйерс     | 1937—1941             | член Палаты представителей США              |

### Ныне живущие бывшие губернаторы
По состоянию на октябрь 2023 года живы 3 бывших губернатора Монтаны.
| Губернатор     | Срок полномочий | Дата рождения   |
| -------------- | --------------- | --------------- |
| Марк Раско     | 1993—2001       | 24 июля 1948    |
| Брайан Швейцер | 2005—2013       | 4 сентября 1955 |
| Стив Буллок    | 2013—2021       | 11 апреля 1966  |

## Комментарии
1. ↑  Уехал из штата в сентябре 1865 года и не возвращался в течение 25 лет.
2. ↑  Не вступал в должность до октября 1866 года.
3. ↑  Перестал выполнять функции губернатора летом 1868 года.
4. ↑  Возможно с конца 1868 года.
5. ↑  Ушёл в отставку в связи с ухудшением состояния здоровья.
6. ↑  Как вице-губернатор, чтобы окончить оставшийся срок. Позже был избран на полный срок.
7. ↑  Ушел в отставку, чтобы занять место в Сенате США.
8. ↑  Как вице-губернатор, чтобы окончить оставшийся срок. Умер, пребывая в должности.
9. ↑  Как президент сената штата, чтобы окончить оставшийся срок.
10. ↑  Умер, пребывая в должности.
11. ↑  Как вице-губернатор, чтобы окончить оставшийся срок. Позже был избран на полный срок.